# Cat Deeley
Catherine Elizabeth "Cat" Deeley (23 de octubre de 1976, Sutton Coldfield, Birmingham, Inglaterra, Reino Unido) es un presentadora de televisión y modelo británica. Desde el año 2006, Deeley también ha sido la anfitriona de So You Think You Can Dance en los Estados Unidos, por la que recibió una nominación para el Premio Primetime Emmy a la Mejor Anfitriona de una reality o reality-concurso. A partir de 2008 es también el rostro de champú Pantene en el Reino Unido.

## Primeros años
Deeley nació en Sutton Coldfield, Birmingham. Ella asistió a Grove Vale Junior School en Great Barr Sandwell, seguido de Dartmouth High School en Great Barr, donde tocaba el clarinete en la Youth Concert Band de Sandwell. Luego se unió el sexto grado en Bishop Vesey's Grammar School.[cita requerida]
A los 14 años, Deeley entró en una edición regional de un concurso de la BBC para The Clothes Show, en el que llegó a las finales nacionales. Descubierta por un agente de la agencia de modelos Storm, firmó rápidamente un modelo bajo el apodo de Cat para hacer más fácil para los clientes para volver a reservarla.

## Carrera
En el año 1994 a los 18 años, Deeley se convirtió en una modelo de tiempo completo. Ella se dedicó a tiempo completo al modelado en 1997, a raíz de los cambios en su contrato con Storm. Ella pasó a convertirse en una presentadora de MTV Reino Unido, por lo general con su íntima amiga de Edith Bowman. Desde 1998 hasta 2002, fue coanfitriona con Ant & Dec en vivo los sábados por la mañana los niños es el programa de SMTV y acogió su spin-off de CD:UK (1998–2005) y CD:UK Hotshots. El SM:TV Live, que a menudo actuaba como asistente al parecer, poco dispuestos cada vez que el show incluyó una aparición de un mago. Durante su tiempo con el espectáculo, ella regularmente encontró que aparecen y desaparecen, y ser aplastados, estirados, levitación, empalado y guillotinado. Sin embargo, con mucho, la ilusión más común era que ella fuera cortada por la mitad, una ilusión que ella participó en varias ocasiones en diversas formas. En una actuación de esta ilusión, se convirtió en la primera celebridad británica para participar en la versión claramente imposible de la ilusión, donde se dividió en dos dentro de una caja clara unilateral que permitió que su cuerpo entero para ser visto en todo momento durante el aserrado -a través de la separación. En 2001, ella ganó el premio BAFTA de la Infancia y apareció en un episodio de Happiness de BBC. En 2002, Deeley apareció en un anuncio de televisión de Marks and Spencer. Otros programas como anfitriona incluyen The Record of the Year y Fame Academy, Los 2004 BRIT Awards y Stars in Their Eyes, así como una emisión semanal en Capital FM de Londres y la serie de BBC Choice Roadtripping, tanto con la excolega de MTV Edith Bowman. En 2005 ella interpretó en un episodio de Little Britain, y proporcionó la voz de "Loretta Geargrinder" en la versión del Reino Unido la película Robots, en sustitución de Natasha Lyonne.
En 2006, ella comenzó como anfitriona de la segunda temporada del reality show estadounidense So You Think You Can Dance, en sustitución de Lauren Sánchez, que estaba embarazada. Deeley entrevisto Kylie Minogue para un especial de televisión que se emitió en el Reino Unido en Sky One el 16 de julio de 2006, en Australia en el Channel Nine, el 17 de julio de 2006 y BBC America el 9 de septiembre de 2006. Deeley fue periodista invitada en The Tonight Show de la NBC. Ella presentó el New Year's Eve special de Fox de Times Square en 2006 y 2007.
En 2007, ella presentó la cobertura del Reino Unido de la sexta temporada de American Idol para ITV2. Ella filmó segmentos y entrevistas con invitados y concursantes eliminados para el público del Reino Unido que se mostraron antes y después de las interrupciones publicitarias. Sin embargo, esto no era popular entre los espectadores que vieron el papel Deeley como "innecesaria".[cita requerida] Ella no regresó para la séptima temporada de American Idol en el 2008. Deeley fue la cara de Forma del Agua y una serie de productos Garnier Fructis, apareciendo en la publicidad impresa y de televisión en el Reino Unido e Irlanda.
El 1 de julio de 2007, Deeley fue uno de los muchos oradores en el Concierto para Diana. El evento, visto por un estimado de 500 millones de personas, se encontraba en el nuevo Wembley Stadium. En septiembre de 2007, Deeley presentó Soundtrack To My Life, una serie de música producida por Hamma & Glamma Productions para ITV London que se ve en el trabajo y las influencias de una ecléctica banda de músicos. En enero de 2006, una nueva temporada de So You Think You Can Dance inició sus audiciones, con Deeley en el rol de anfitriona. Ella ha sido la presentadora del programa desde entonces. En 2011, Deeley fue nominada para un Premio Primetime Emmy a la Mejor Anfitriona de una reality o reality-concurso.
Otros proyectos de Deeley incluyen la presentación de la tercera temporada de Soundtrack To My Life, interpretándose a sí misma como presentadora de Peter Kay's Britain's Got the Pop Factor... and Possibly a New Celebrity Jesus Christ Soapstar Superstar Strictly on Ice de Peter Kay, anfitriona invitada de la versión de los Estados Unidos sindicado de Who Wants to Be a Millionaire (por Meredith Vieira), y que aparece en programa de la BBC de los Estados Unidos Gordon Ramsay's F Word, donde fue servida a los clientes hambrientos. En 2009, Deeley añadido funciones de anfitriona de la versión televisiva del juego electrónico 20Q de la ROSS. En enero y febrero de 2010, Deeley fue anfitriona de So You Think You Can Dance en el Reino Unido. Además, en febrero de 2010, Cat reemplazo por vacaciones a Meredith Vieira como anfitriona en el programa de televisión matutino Today. El 31 de marzo de 2010, Deeley reemplazo a Kelly Ripa en el programa de entrevistas matutino Live with Regis and Kelly.
El 9 de enero de 2011, Deeley hizo una pequeña aparición en la comedia de Disney Channel, Shake It Up, donde interpreta a una subdirectora que es, en secreto, una bailarina o una anfitriona.
En abril de 2011 apareció en Deeley Icon de CNN y habló con Nancy Cartwright. Juntos hicieron The Bartman. En el mismo mes, también co-animó la cobertura de CNN de la boda del Príncipe Guillermo y Kate Middleton.
En junio de 2011, Deeley lanzó su propio "detrás de escenas" de la webserie producida por Deeley, Yahoo! y Collective Digital Studio. Una serie de 20 episodios dos veces por semana formulario corto titulado "In the Dressing Room", el espectáculo sigue a Cat como comparte su inspiración para su "look" y se prepara antes de que se viven en So You Think You Can Dance. El espectáculo se promociona en OMG! y en toda la red de Yahoo!.
El 18 de agosto de 2011, ella apareció en Live with Regis and Kelly, como un reemplazo de Kelly.
Deeley también apareció como estrella invitada en el episodio 6 de Life's Too Short, interpretándose a sí misma. Ella también apareció en el segundo episodio de House of Lies, como ella misma el 15 de enero de 2012.
El 26 de enero de 2012, fue coanfitriona en Live! with Kelly con Kelly Ripa.
En marzo de 2012, ella apareció como jurado invitado de America's Next Top Model Cycle 18 de Tyra Banks.

## Trabajo de caridad
Desde el año 2003, Deeley ha sido un patrón de Great Ormond Street Hospital. Ella es también una partidaria activa de UNICEF. En 2007, ella participó en un show a beneficio de UNICEF en Los Ángeles durante el cual el mago David Copperfield la corta a la mitad usando su antigua ilusión Buzz Saw. En 2008, visitó una serie de proyectos de UNICEF en Brasil y Filipinas, incluido el Soccer Aid 2 project en Manila. En diciembre de 2009 fue nombrada embajadora de UNICEF del Reino Unido.

## Vida personal
Entre 2001 y 2006, Deeley se casó con el empresario Mark Whelan. Luego fue vinculada románticamente con una serie de celebridades, entre ellos los actores Leonardo DiCaprio y Jack Huston, con quien tuvo una relación de dos años. En 2011, tuvo una breve relación con el actor Michael McMillian de True Blood, que terminó después de cuatro meses. A principios de 2012, Patrick Kielty reveló que él y Deeley estaban en una relación.